# Lange Gasse 22 (Quedlinburg)

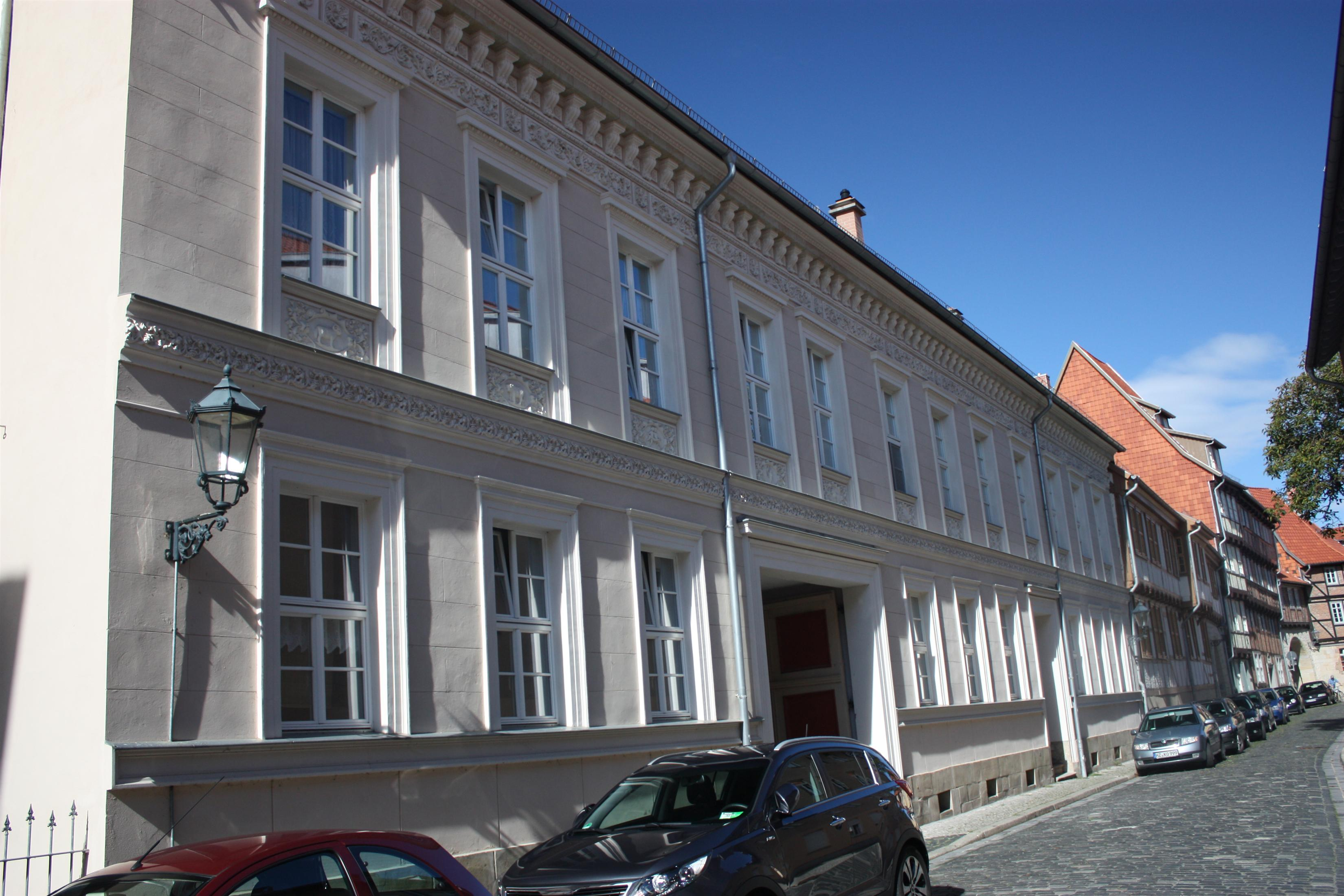
Haus Lange Gasse 22

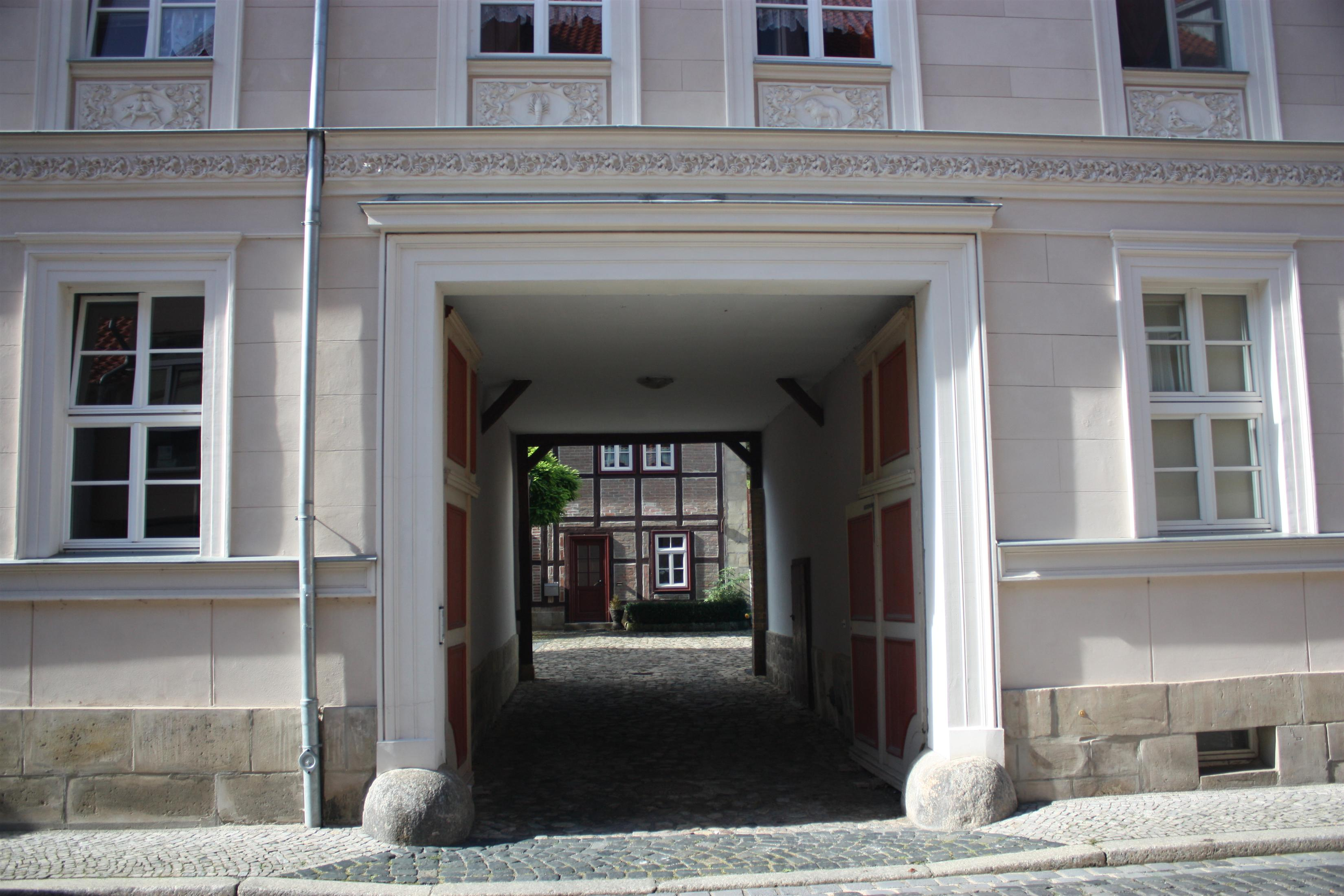
Tordurchfahrt

Das Haus Lange Gasse 22 ist ein denkmalgeschütztes Gebäude in Quedlinburg in Sachsen-Anhalt.

## Lage
Das im Quedlinburger Denkmalverzeichnis als Wohnhaus eingetragene Gebäude befindet sich im Quedlinburger Stadtteil Westendorf. Es gehört zum UNESCO-Weltkulturerbe. Östlich grenzt das gleichfalls denkmalgeschützte Haus Lange Gasse 21, westlich das Haus Lange Gasse 23 an.

## Architektur und Geschichte
Das zweigeschossige verputzte Gebäude entstand in der Zeit um 1850 und zieht sich langgestreckt traufständig entlang der Straße. Die Fassade des Hauses ist mit Formstuck am Gurt- und Kranzgesims sowie unterhalb der Fenster verziert. In den Brüstungsfeldern der Fenster des Obergeschosses befinden sich Tierkreiszeichen. Das Tor des Hauses stammt aus der Zeit um 1880.